# Osama bin Laden
Osama bin Mohammed bin Awad bin Laden (/oʊˈsɑːmə bɪn ˈlɑːdən/, tiếng Ả Rập: أسامة بن محمد بن عوض بن لادن, ʾUsāmah bin Muḥammad bin ʿAwaḍ bin Lādin, 10 tháng 3 năm 1957 – 2 tháng 5 năm 2011), thường được biết đến với tên gọi Osama bin Laden, là một nhà lãnh đạo quân sự người Ả Rập Xê Út. Ông nổi tiếng là người sáng lập ra tổ chức chiến binh Hồi giáo cực đoan Al-Qaeda, một tổ chức bị Hội đồng Bảo an Liên hợp quốc, Tổ chức Hiệp ước Bắc Đại Tây Dương (NATO) và Liên minh châu Âu xếp vào danh sách các tổ chức khủng bố nguy hiểm nhất thế giới.
Osama bin Laden là công dân Ả Rập Saudi cho đến năm 1994 và là thành viên của một gia đình giàu có. Cha Bin Laden là Mohammed bin Awad bin Laden, một triệu phú Ả Rập được sinh ra tại Hadhramaut, Yemen, và người sáng lập của công ty xây dựng, tập đoàn Saudi Binladin. Mẹ của hắn ta là bà Alia Ghanem, xuất thân từ một gia đình trung lưu thế tục ở Latakia, Syria. Ông được sinh ra ở Ả Rập Xê Út và học đại học tại nước này cho đến năm 1979, khi ông tình nguyện tham gia lực lượng Mujahideen ở Pakistan chiến đấu chống Liên Xô ở Afghanistan. Osama bin Laden đã tài trợ cho Mujahideen bằng cách vận chuyển vũ khí, tiền bạc và các chiến binh từ thế giới Ả Rập vào Afghanistan, và được nhiều người Ả Rập ưa chuộng. Năm 1988, Osama bin Laden thành lập Al-Qaeda. Ông bị trục xuất khỏi Ả Rập Xê Út vào năm 1992, và chuyển căn cứ của mình đến Sudan, cho đến khi áp lực của Hoa Kỳ buộc ông phải rời khỏi Sudan vào năm 1996. Sau khi thành lập một căn cứ mới ở Afghanistan, Osama bin Laden tuyên chiến chống lại Hoa Kỳ, bắt đầu một loạt vụ đánh bom và các cuộc tấn công liên quan. Bin Laden nằm trong danh sách Mười kẻ đào tẩu bị truy nã gắt gao nhất và Kẻ khủng bố bị truy nã gắt gao nhất của Cục Điều tra Liên bang Mỹ (FBI) vì liên quan đến vụ đánh bom đại sứ quán Hoa Kỳ năm 1998.
Bin Laden được biết đến nhiều nhất với vai trò chủ mưu vụ tấn công ngày 11 tháng 9 dẫn đến cái chết của gần 3.000 người và khiến Hoa Kỳ, theo lệnh của Tổng thống George W. Bush, bắt đầu Cuộc chiến chống khủng bố và các cuộc chiến tiếp theo. Chiến tranh ở Afghanistan. Sau đó, bin Laden trở thành chủ đề của một cuộc truy lùng quốc tế kéo dài hàng thập kỷ. Từ năm 2001 đến năm 2011, bin Laden bị chính phủ Hoa Kỳ ra lệnh truy nã quốc tế, khi họ đề nghị treo thưởng 25 triệu USD cho những ai đã phát hiện ra nơi trú ẩn của ông. Vào ngày 2 tháng 5 năm 2011, Osama bin Laden bị lính SEAL của Hải quân Hoa Kỳ bắn chết khi đang đột nhập vào một khu dân cư tư nhân ở Abbottabad, Pakistan, nơi bin Laden sống cùng một gia đình địa phương đến từ Waziristan. Hoạt động bí mật này được tiến hành bởi các thành viên của Nhóm Phát triển Chiến tranh Đặc biệt của Hải quân Hoa Kỳ (SEAL Team Six) và những người điều hành SAD/SOG của Cơ quan Tình báo Trung ương theo lệnh của Tổng thống Hoa Kỳ Barack Obama. Dưới sự lãnh đạo của bin Laden, tổ chức Al-Qaeda phải chịu trách nhiệm cho không chỉ vụ tấn công ngày 11/9 ở Mỹ, mà còn nhiều vụ tấn công gây thương vong hàng loạt khác trên toàn thế giới.

## Tuổi thơ
Osama bin Mohammed bin Awad bin Laden sinh ra ở Riyadh, Ả Rập Saudi, là con trai của Yemen Mohammed bin Awad bin Laden, một tỷ phú xây dựng có quan hệ mật thiết với hoàng gia Ả Rập Saudi, và Mohammed bin Người vợ thứ mười của Laden, Hamida Al-Attas người Syria (khi đó được gọi là Alia Ghanem). Trong một cuộc phỏng vấn năm 1998, bin Laden đã cho biết ngày sinh của mình là 10 tháng 3 năm 1957.
Mohammed bin Laden ly dị Hamida ngay sau khi Osama bin Laden được sinh ra. Mohammed đã giới thiệu Hamida cho Mohammed Al-Attas, một cộng sự. Al-Attas kết hôn với Hamida vào cuối những năm 1950 hoặc đầu những năm 1960, và họ vẫn bên nhau đến nay. Cặp đôi có 4 người con và bin Laden sống trong hộ gia đình mới với 3 người anh em cùng cha khác mẹ và một người chị cùng cha khác mẹ. Gia đình bin Laden kiếm được 5 tỷ đô la Mỹ trong ngành xây dựng, và Osama sau này được thừa kế khoảng 25–30 triệu đô la.
Bin Laden được nuôi dạy như một tín đồ Hồi giáo Sunni sùng đạo. Từ năm 1968 đến năm 1976, ông theo học Trường Mẫu giáo Al-Thager dành cho những thành phần ưu tú. Bin Laden học kinh tế và quản trị kinh doanh tại Đại học King Abdulaziz. Một số báo cáo cho rằng ông có bằng kỹ sư xây dựng năm 1979, hoặc bằng hành chính công năm 1981. Bin Laden tham gia một khóa học tiếng Anh ở Oxford, Anh trong năm 1971. Một nguồn tin mô tả bin Laden là người "làm việc chăm chỉ"; một người khác nói rằng ông đã rời trường đại học trong năm thứ ba mà không hoàn thành bằng đại học. Tại trường đại học, mối quan tâm chính của bin Laden là tôn giáo, và tham gia vào cả việc "diễn giải kinh Qur'an và thánh chiến " cũng như công việc từ thiện. Các sở thích khác của Bin Laden bao gồm làm thơ; đọc, với các tác phẩm của Thống chế Bernard Montgomery và Charles de Gaulle được cho là một trong những tác phẩm yêu thích của Bin Laden; ngựa đực đen; và bóng đá, khi thi đấu Bin Laden thích chơi ở vị trí trung phong và hâm mộ câu lạc bộ Arsenal của Anh.

## Đời tư
Năm 1974 ở tuổi 17, bin Laden kết hôn với Najwa Ghanhem tại Latakia, Syria; họ đã ly thân trước ngày 11 tháng 9 năm 2001. Những người vợ được biết đến khác của Bin Laden là Khadijah Sharif (kết hôn 1983, ly hôn 1990); Khairiah Sabar (kết hôn 1985); Siham Sabar (kết hôn năm 1987); và Amal al-Sadah (kết hôn năm 2000). Một số nguồn tin cũng liệt kê danh sách người vợ thứ sáu, không rõ tên, trong đó cuộc hôn nhân của người này với bin Laden đã bị hủy bỏ ngay sau buổi lễ. Bin Laden có từ 20 đến 26 người con với các bà vợ. Nhiều người con của bin Laden đã trốn sang Iran sau vụ tấn công ngày 11 tháng 9.Tính đến  năm 2010 các nhà chức trách Iran được cho là tiếp tục kiểm soát các hoạt động của những người này.
Nasser al-Bahri, người từng là vệ sĩ riêng của bin Laden từ năm 1997–2001, kể chi tiết đời tư của bin Laden trong cuốn hồi ký của mình. Anh mô tả bin Laden là một người đàn ông tiết kiệm và một người cha nghiêm khắc. Bin Laden thích đưa gia đình lớn của mình tham gia các chuyến đi chụp ảnh và dã ngoại trên sa mạc.
Mohammed, cha của Bin Laden, qua đời năm 1967 trong một vụ tai nạn máy bay ở Ả Rập Xê Út khi phi công Mỹ Jim Harrington xử lý sai lầm khi hạ cánh. Anh trai cùng cha khác mẹ của Bin Laden, Salem bin Laden, người đứng đầu gia đình bin Laden, qua đời vào năm 1988 gần San Antonio, Texas, Hoa Kỳ, khi anh vô tình lao máy bay vào đường dây điện.
FBI mô tả bin Laden khi trưởng thành cao và gầy, cao khoảng 6 ft 4 in (1,93 m) tới 6 ft 6 in (1,98 m) và nặng khoảng 160 pound (73 kg), mặc dù tác giả Lawrence Wright, trong cuốn sách đoạt giải Pulitzer về al-Qaeda, The Looming Tower, viết rằng một số bạn thân của bin Laden đã xác nhận rằng các báo cáo về chiều cao đã bị phóng đại quá mức, và thực ra là bin Laden. "chỉ hơn 6 foot (1,8 m) cao". Cuối cùng, sau khi bin Laden chết, đo chiều dài của xác chết cho thấy dài 6 ft 4 in (1,93 m). Bin Laden có nước da màu ô liu và thuận tay trái, thường chống gậy, thường mặc một chiếc keffiyeh màu trắng. Bin Laden sau này đã ngừng mặc đồ nam truyền thống của Ả Rập Xê Út và thay vào đó là bộ đồ nam truyền thống của Yemen. Bin Laden được mô tả là người ăn nói nhẹ nhàng và có thái độ cư xử mềm mỏng.

## Đức tin và hệ tư tưởng
Một thành phần chính trong hệ tư tưởng của bin Laden là quan niệm rằng thường dân từ các nước thù địch, bao gồm cả phụ nữ và trẻ em, là mục tiêu hợp pháp để cho các chiến binh thánh chiến giết hại. Theo cựu nhà phân tích của CIA, Michael Scheuer, người dẫn đầu cuộc săn lùng Osama bin Laden của CIA, thủ lĩnh al-Qaeda bị thúc đẩy bởi niềm tin rằng chính sách đối ngoại của Mỹ đã đàn áp, giết hại hoặc gây hại cho người Hồi giáo ở Trung Đông. Như vậy, mối đe dọa đối với an ninh quốc gia của Hoa Kỳ không phải do al-Qaeda bị xúc phạm bởi những gì của Mỹ mà là bởi những gì Mỹ làm, hoặc theo cách nói của Scheuer, "Họ (al-Qaeda) ghét chúng ta (người Mỹ) vì những gì chúng ta làm, không phải vì chúng ta là ai. " Tuy nhiên, bin Laden chỉ trích Hoa Kỳ về hình thức quản trị thế tục của mình, kêu gọi người Mỹ chuyển sang đạo Hồi và từ chối các hành vi trái đạo đức như tà dâm, đồng tính luyến ái, dùng chất hướng thần, cờ bạc và cho vay nặng lãi, trong một bức thư được xuất bản vào cuối năm 2002.
Bin Laden tin rằng thế giới Hồi giáo đang gặp khủng hoảng và việc khôi phục hoàn toàn luật Sharia sẽ là cách duy nhất để thiết lập mọi thứ đúng đắn trong thế giới Hồi giáo.Bin Laden phản đối những lựa chọn thay thế như chính phủ thế tục, cũng như chủ nghĩa toàn Ả Rập, chủ nghĩa xã hội, chủ nghĩa cộng sản và dân chủ. Ông đã đăng ký theo học trường phái thần học Hồi giáo Athari.
Những niềm tin này, cùng với thánh chiến bạo lực, đôi khi được gọi là Chủ nghĩa Qutb sau khi được Sayyid Qutb phổ biến. Bin Laden tin rằng Afghanistan, dưới sự cai trị của Taliban của Mullah Omar, là "quốc gia Hồi giáo duy nhất" trong thế giới Hồi giáo. Bin Laden luôn quan tâm đến sự cần thiết của cuộc thánh chiến bạo lực để giải quyết những gì ông tin là những bất công đối với người Hồi giáo do Hoa Kỳ và đôi khi của các quốc gia không theo đạo Hồi khác gây ra. Ông cũng kêu gọi tiêu diệt Israel, đồng thời kêu gọi Hoa Kỳ rút toàn bộ dân thường và quân nhân khỏi Trung Đông, cũng như rút quân khỏi mọi quốc gia Hồi giáo trên thế giới.
Các quan điểm và phương pháp đạt được chúng của bin Laden đã khiến ông bị các học giả, nhà báo của The New York Times, BBC, và đài tin tức Al Jazeera của Qatar, nhà phân tích như Peter Bergen, Michael Scheuer, Marc Sageman, và Bruce Hoffman xác định là kẻ khủng bố. Ông bị các cơ quan thực thi pháp luật ở Madrid, New York và Tripoli truy tố tội khủng bố.
Năm 1997, bin Laden lên án Hoa Kỳ vì sự đạo đức giả khi không coi vụ ném bom ở Hiroshima là khủng bố. Vào tháng 11 năm 2001, ông cho rằng việc trả thù giết người Mỹ là chính đáng vì ông tuyên bố rằng luật Hồi giáo cho phép các tín đồ tấn công những kẻ xâm lược ngay cả khi kẻ thù sử dụng lá chắn con người. Tuy nhiên, theo Rodenbeck, "quan điểm cổ điển này ban đầu được dự định như một biện minh pháp lý cho các vụ giết hại dân thường vô tình trong những trường hợp rất hạn chế - không phải là cơ sở cho việc cố ý nhắm vào những người không có bom." Vài tháng sau, trong một bức thư năm 2002, ông không đề cập đến lời biện minh này nhưng tuyên bố "vì Hoa Kỳ là một nền dân chủ, tất cả công dân phải chịu trách nhiệm về hành động của chính phủ và dân thường là mục tiêu tấn công công bằng."
Chiến lược tổng thể của Bin Laden để đạt được mục tiêu chống lại những kẻ thù lớn hơn nhiều như Liên Xô và Hoa Kỳ là lôi kéo các quốc gia này vào một cuộc chiến tiêu hao lâu dài ở các nước Hồi giáo, thu hút một số lượng lớn các chiến binh thánh chiến mà không bao giờ đầu hàng. Ông tin rằng điều này sẽ dẫn đến sự sụp đổ kinh tế của các nước đối địch, bằng cách khiến họ "chảy máu" đến khi chết khô. Sách hướng dẫn của Al-Qaeda thể hiện chiến lược này. Trong một đoạn băng được Al Jazeera phát sóng năm 2004, bin Laden nói về việc "làm nước Mỹ chảy máu đến mức phá sản".
Một số sai sót và mâu thuẫn trong lập luận của bin Laden đã bị các tác giả như Max Rodenbeck và Noah Feldman chỉ ra. Ông viện dẫn nền dân chủ vừa là một ví dụ về sự gian dối và gian lận của hệ thống chính trị phương Tây — Luật pháp Hoa Kỳ là "luật của người giàu" —và lý do thường dân phải chịu trách nhiệm cho các hành động của chính phủ của họ và do đó có thể bị trừng phạt theo luật bằng cái chết. Bin Laden tố cáo nền dân chủ là một "tôn giáo của sự ngu dốt" vi phạm đạo Hồi bằng cách ban hành luật nhân tạo, nhưng trong một tuyên bố sau đó so sánh nền dân chủ phương Tây của Tây Ban Nha có lợi với thế giới Hồi giáo mà người cai trị phải chịu trách nhiệm. Rodenbeck tuyên bố, "Rõ ràng là [bin Laden] chưa bao giờ nghe những lời biện minh thần học cho nền dân chủ, dựa trên quan điểm rằng ý chí của người dân nhất thiết phải phản ánh ý chí của một Đức Chúa Trời toàn năng."
Bin Laden là người bài Do Thái, nói rằng hầu hết các sự kiện tiêu cực xảy ra trên thế giới là kết quả trực tiếp của các hành động của người Do Thái. Trong một cuộc phỏng vấn vào tháng 12 năm 1998 với nhà báo Pakistan Rahimullah Yusufzai, bin Laden tuyên bố rằng Chiến dịch Desert Fox là bằng chứng cho thấy người Do Thái Israel kiểm soát chính phủ Hoa Kỳ và Anh, chỉ đạo họ giết càng nhiều người Hồi giáo càng tốt. Trong một lá thư phát hành vào cuối năm 2002, ông tuyên bố rằng người Do Thái kiểm soát các phương tiện truyền thông dân sự, chính trị và thể chế kinh tế của Hoa Kỳ. Trong một cuộc phỏng vấn vào tháng 5 năm 1998 với John Miller của ABC, bin Laden tuyên bố rằng mục tiêu cuối cùng của nhà nước Israel là sáp nhập Bán đảo Ả Rập và Trung Đông vào lãnh thổ của mình và nô dịch các dân tộc của họ, như một phần của cái mà ông gọi là "Nước Israel vĩ đại". Bin Laden tuyên bố rằng người Do Thái và người Hồi giáo không bao giờ có thể hòa hợp và chiến tranh là "không thể tránh khỏi" giữa họ, đồng thời cáo buộc Mỹ khuấy động tình cảm chống Hồi giáo. Ông tuyên bố rằng Bộ Ngoại giao Hoa Kỳ và Bộ Quốc phòng Hoa Kỳ bị người Do Thái kiểm soát, với mục đích duy nhất là phục vụ các mục tiêu của nhà nước Israel. Ông thường đưa ra những lời cảnh báo chống lại những âm mưu bị cáo buộc của người Do Thái: "Những người Do Thái này là bậc thầy của cho vay nặng lãi và là những kẻ phản bội. Họ sẽ không để lại gì cho bạn, dù ở thế giới này hay thế giới tiếp theo. " Người Hồi giáo dòng Shia đã được bin Laden liệt kê là kẻ thù cùng với những kẻ dị giáo, Mỹ và Israel là bốn kẻ thù chính của Hồi giáo tại các tầng lớp tư tưởng của tổ chức al-Qaeda của bin Laden.
Bin Laden phản đối âm nhạc vì lý do tôn giáo, và thái độ của ông đối với công nghệ cũng không rõ ràng. Một mặt ông quan tâm đến máy móc di chuyển trên trái đất và kỹ thuật di truyền của thực vật, nhưng mặt khác lại từ chối nước đông lạnh.
Bin Laden cũng tin rằng biến đổi khí hậu là một mối đe dọa nghiêm trọng và đã viết một lá thư kêu gọi người Mỹ hợp tác với Tổng thống Barack Obama để đưa ra quyết định hợp lý để "cứu nhân loại khỏi những khí độc đang đe dọa vận mệnh của mình".

## Sự nghiệp quân sự và chính trị

### Mujahideen ở Afghanistan
Sau khi rời trường đại học vào năm 1979, bin Laden đến Pakistan, gia nhập Abdullah Azzam và sử dụng tiền và máy móc từ công ty xây dựng của riêng mình để giúp đỡ quân kháng chiến Mujahideen trong Chiến tranh Xô-Afghanistan. Sau đó, ông nói với một nhà báo: "Tôi cảm thấy bị xúc phạm vì một sự bất công đã được thực hiện đối với người dân Afghanistan." Từ năm 1979 đến năm 1992, Hoa Kỳ (là một phần trong các hoạt động của CIA tại Afghanistan, đặc biệt là Chiến dịch Cyclone), Ả Rập Xê-út và Trung Quốc đã cung cấp viện trợ tài chính và vũ khí trị giá từ 6–12 tỷ USD cho hàng chục nghìn mujahideen thông qua Cơ quan Tình báo Liên ngành của tình báo Pakistan (ISI). Nhà báo người Anh Jason Burke đã viết rằng "Bin Laden không nhận được bất kỳ sự tài trợ hay đào tạo trực tiếp nào từ Mỹ trong suốt những năm 1980. Những người theo ông cũng vậy. Mujahideen Afghanistan, thông qua cơ quan tình báo ISI của Pakistan, đã nhận được một lượng lớn tiền và được đào tạo từ Hoa Kỳ. Một số đã đổ máu cho người Ả Rập chiến đấu với Liên Xô nhưng không đáng kể. " Bin Laden đã gặp và xây dựng mối quan hệ với Hamid Gul, một người ba sao nói chung trong quân đội Pakistan và thủ trưởng cơ quan ISI. Mặc dù Mỹ cung cấp tiền và vũ khí, việc huấn luyện các nhóm chiến binh hoàn toàn do Lực lượng vũ trang Pakistan và ISI thực hiện. Theo một số sĩ quan CIA, bắt đầu từ đầu năm 1980, bin Laden hoạt động như một liên lạc viên giữa Giảm đốc Tình báo Ả Rập Xê Út (GIP) và các lãnh chúa Afghanistan, nhưng không có bằng chứng về liên hệ giữa CIA và Bin Laden trong kho lưu trữ của CIA. Steve Coll nói rằng mặc dù bin Laden có thể không phải là một đặc vụ GIP chính thức, được trả lương, nhưng "rõ ràng là bin Laden đã có một mối quan hệ đáng kể với tình báo Ả Rập Xê Út." Người huấn luyện đầu tiên cho Bin Laden là biệt kích Ali Mohamed của Lực lượng Đặc nhiệm Mỹ.
Đến năm 1984, bin Laden và Azzam thành lập Maktab al-Khidamat, tổ chức đưa tiền, vũ khí và chiến binh từ khắp thế giới Ả Rập vào Afghanistan. Thông qua al-Khadamat, bin Laden đã dùng tài sản gia đình được thừa kế của mình để trả tiền vé máy bay và chỗ ở, chi trả các thủ tục giấy tờ với chính quyền Pakistan và cung cấp các dịch vụ khác cho các chiến binh thánh chiến. Bin Laden đã thành lập các trại tại Khyber Pakhtunkhwa ở Pakistan và huấn luyện các tình nguyện viên từ khắp thế giới Hồi giáo để chiến đấu chống lại chế độ do Liên Xô hậu thuẫn, Cộng hòa Dân chủ Afghanistan. Trong khoảng thời gian từ 1986 đến 1987, bin Laden đã thiết lập một căn cứ ở miền đông Afghanistan cho vài chục binh sĩ Ả Rập của chính mình. Từ căn cứ này, bin Laden đã tham gia một số hoạt động chiến đấu chống lại Liên Xô, chẳng hạn như Trận Jaji năm 1987. Mặc dù có ý nghĩa chiến lược nhỏ, trận chiến này đã được báo chí chính thống Ả Rập đăng tải. Chính trong thời gian này, bin Laden đã trở thành thần tượng của nhiều người Ả Rập.

### Vụ thảm sát Gilgit năm 1988
Vào tháng 5 năm 1988, phản ứng với tin đồn về một cuộc thảm sát người Sunni do người Shia thực hiện, một số lượng lớn người Shia từ trong và xung quanh Gilgit, Pakistan đã bị giết trong một cuộc thảm sát. Thường dân Shia cũng bị hãm hiếp.
Vụ thảm sát được B. Raman, người sáng lập Cánh Nghiên cứu và Phân tích của Ấn Độ khơi mào, để đáp lại cuộc nổi dậy của người Shias of Gilgit trong thời kỳ cai trị của nhà độc tài quân sự Zia-ul Haq. Ông cáo buộc rằng Quân đội Pakistan đã khiến Osama bin Laden dẫn đầu một nhóm vũ trang của những người Sunni, từ Afghanistan và tỉnh Biên giới Tây Bắc nước này, tiến vào Gilgit và các khu vực lân cận để trấn áp cuộc nổi dậy.

### Sự hình thành và cấu trúc của al-Qaeda
Đến năm 1988, bin Laden tách khỏi Maktab al-Khidamat. Trong khi Azzam đóng vai trò hỗ trợ cho các chiến binh Afghanistan, thì bin Laden lại muốn có một vai trò quân sự lớn hơn. Một trong những điểm chính dẫn đến sự chia rẽ và thành lập al-Qaeda là việc Azzam khăng khăng rằng các chiến binh Ả Rập phải được tích hợp vào các nhóm chiến đấu Afghanistan thay vì thành lập một lực lượng chiến đấu riêng biệt. Ghi chú của cuộc họp giữa bin Laden và những người khác vào ngày 20 tháng 8 năm 1988 cho thấy al-Qaeda là một nhóm chính thức vào thời điểm đó: "Về cơ bản là một phe Hồi giáo có tổ chức, mục tiêu của nó là nâng cao lời Thiên Chúa, giúp tôn giáo của Chúa chiến thắng." Danh sách liệt kê các yêu cầu cho thành viên chia thành từng nhóm như sau: khả năng nghe, cách cư xử tốt, vâng lời, và thực hiện một cam kết (bayat) nghe theo cấp trên của mình.
Theo Wright, tên thật của nhóm này không được sử dụng trong các tuyên bố trước công chúng vì sự tồn tại của nó vẫn là một bí mật được giữ kín. Nghiên cứu của ông cho thấy al-Qaeda được thành lập vào ngày 11 tháng 8 năm 1988, cuộc họp giữa một số lãnh đạo cấp cao của tổ chức Thánh chiến Hồi giáo Ai Cập, Abdullah Azzam và bin Laden, nơi tổ chức này đã đồng ý tham gia tổ chức của bin Laden với chuyên môn của tổ chức Thánh chiến Hồi giáo. và tiếp nhận sự nghiệp thánh chiến ở nơi khác sau khi Liên Xô rút khỏi Afghanistan.
Sau khi Liên Xô rút khỏi Afghanistan vào tháng 2 năm 1989, Osama bin Laden trở lại Ả Rập Xê Út như một anh hùng thánh chiến. Cùng với quân đoàn Ả Rập của mình, ông được cho là đã hạ gục siêu cường Liên Xô hùng mạnh. Sau khi trở về Ả Rập Xê Út, bin Laden tham gia vào các phong trào đối lập với chế độ quân chủ Ả Rập Xê Út trong khi làm việc phục vụ kinh doanh của gia đình mình. Ông đề nghị cử al-Qaeda lật đổ chính phủ Đảng Xã hội Yemen do Liên Xô liên kết ở Nam Yemen nhưng bị Thái tử Turki bin Faisal từ chối. Sau đó, bin Laden cố gắng phá vỡ quá trình thống nhất Yemen bằng cách ám sát các lãnh đạo YSP nhưng bị Bộ trưởng Nội vụ Ả Rập Xê Út, Hoàng tử Nayef bin Abdulaziz ngăn chặn sau khi Tổng thống Ali Abdullah Saleh phàn nàn với Quốc vương Fahd. Ông cũng tức giận đối với cuộc giao tranh giữa các bộ lạc giữa những người Afghanistan. Tuy nhiên, bin Laden vẫn tiếp tục làm việc với Saudi GID và ISI Pakistan. Ông tài trợ cho nỗ lực đảo chính Afghanistan năm 1990 và cũng vận động Quốc hội Pakistan thực hiện một động thái bất tín nhiệm chống lại Thủ tướng Benazir Bhutto.
Cuộc xâm lược Kuwait của Iraq dưới thời Saddam Hussein vào ngày 2 tháng 8 năm 1990, đã đặt vương quốc Ả Rập Xê Út và hoàng gia vào tình thế nguy hiểm. Với lực lượng Iraq ở biên giới Ả Rập Xê Út, lời kêu gọi của Saddam đối với chủ nghĩa toàn Ả Rập có khả năng kích động bất đồng nội bộ. Một tuần sau khi Vua Fahd đồng ý với lời đề nghị hỗ trợ quân sự của Bộ trưởng Quốc phòng Mỹ Dick Cheney, Bin Laden đã gặp Vua Fahd và Bộ trưởng Quốc phòng Ả Rập Xê-út Sultan, nói rằng họ không phụ thuộc vào sự trợ giúp không theo đạo Hồi từ Hoa Kỳ và những người khác và đề nghị giúp đỡ bảo vệ Ả Rập Saudi với quân đoàn Ả Rập của mình. Khi Sultan hỏi bin Laden sẽ bảo vệ các chiến binh như thế nào nếu Saddam sử dụng vũ khí hóa học và sinh học của Iraq để chống lại họ, ông trả lời "Chúng tôi sẽ chiến đấu với hắn bằng đức tin." Lời đề nghị của Bin Laden đã bị bác bỏ và chế độ quân chủ Ả Rập Xê Út mời triển khai lực lượng Mỹ trên lãnh thổ Ả Rập Xê Út. Bin Laden công khai phê phán sự phụ thuộc của Ả Rập Xê Út vào lực lượng Hoa Kỳ, cho rằng Kinh Qur'an cấm những người không theo đạo Hồi đặt chân đến Bán đảo Ả Rập và rằng hai ngôi đền linh thiêng nhất của Hồi giáo, Mecca và Medina, những thành phố mà nhà tiên tri Muhammad đã nhận và đọc thông điệp của Allah, chỉ nên được người Hồi giáo bảo vệ. Bin Laden đã cố gắng thuyết phục ulama Ả Rập Xê-út ban hành lệnh trừng phạt lên án việc triển khai quân sự của Mỹ nhưng các giáo sĩ cấp cao từ chối vì sợ bị đàn áp. Những lời chỉ trích của Bin Laden đối với chế độ quân chủ Ả Rập Xê Út khiến họ cố gắng bịt miệng ông ta. Sư đoàn Dù số 82 của Mỹ đã hạ cánh xuống thành phố Dhahran ở phía đông bắc Ả Rập Xê Út và được triển khai trên sa mạc cách Medina chỉ 400 dặm.
Trong khi đó, vào ngày 8 tháng 11 năm 1990, FBI đột kích vào nhà ở New Jersey của El Sayyid Nosair, một cộng sự của al-Qaeda, Ali Mohamed. Họ phát hiện ra nhiều bằng chứng về âm mưu khủng bố, bao gồm cả kế hoạch làm nổ tung các tòa nhà chọc trời của Thành phố New York. Điều này đánh dấu sự phát hiện sớm nhất về các kế hoạch khủng bố của al-Qaeda bên ngoài các quốc gia Hồi giáo. Nosair cuối cùng bị kết tội liên quan đến vụ đánh bom Trung tâm Thương mại Thế giới năm 1993, và sau đó thừa nhận tội danh giết Giáo sĩ Meir Kahane ở thành phố New York vào ngày 5 tháng 11 năm 1990.

### Chuyển đến Sudan
Năm 1991, bin Laden bị chính quyền Saudi Arabia trục xuất khỏi Ả Rập Xê-út sau nhiều lần chỉ trích liên minh giữa Ả Rập Xê-út với Hoa Kỳ. Đầu tiên, ông và những người theo ông chuyển đến Afghanistan và sau đó chuyển đến Sudan vào năm 1992, trong một thỏa thuận do Ali Mohamed làm trung gian. Chi tiết an ninh cá nhân của Bin Laden bao gồm các vệ sĩ do chính ông lựa chọn. Kho vũ khí của họ bao gồm SA-7, tên lửa Stinger, AK-47, RPG và súng máy PK. Trong khi đó, vào tháng 3 đến tháng 4 năm 1992, bin Laden cố gắng đóng vai trò bình định trong cuộc nội chiến leo thang ở Afghanistan, bằng cách thúc giục lãnh chúa Gulbuddin Hekmatyar tham gia cùng các nhà lãnh đạo mujahideen khác đàm phán về một chính phủ liên minh thay vì cố gắng chiếm Kabul cho riêng mình. 
Tình báo Mỹ đã theo dõi bin Laden ở Sudan bằng cách sử dụng các đặc nhiệm điều hành hàng ngày và chụp ảnh các hoạt động tại khu nhà của ông, đồng thời sử dụng một ngôi nhà an toàn tình báo và phát tín hiệu tình báo để theo dõi bin Laden và ghi lại những động thái của ông.

### Từ Sudan tới Afghanistan
Tại Sudan, bin Laden đã thành lập một căn cứ mới cho các hoạt động của Mujahideen ở Khartoum. Ông mua một ngôi nhà trên phố Al-Mashtal trong khu Al-Riyadh giàu có và một nơi nghỉ dưỡng tại Soba trên sông Nile Xanh. Trong thời gian ở Sudan, ông đã đầu tư rất nhiều vào cơ sở hạ tầng, vào nông nghiệp và kinh doanh. Bin Laden là đại lý tại Sudan cho công ty Hunting Surveys của Anh, và xây dựng những con đường bằng cách sử dụng chính những chiếc máy ủi mà ông đã thuê để xây dựng các đường mòn trên núi ở Afghanistan. Nhiều người lao động của ông là những chiến binh đã từng là đồng đội của ông trong cuộc kháng chiến chống Liên Xô. Bin Laden hào phóng với người nghèo và được lòng dân xung quanh. Ông tiếp tục chỉ trích Vua Fahd của Saudi Arabia. Đáp lại, vào năm 1994, Fahd đã tước bỏ quyền công dân Ả Rập Xê-út của bin Laden và thuyết phục gia đình bin Laden cắt khoản chi tiêu mỗi năm 7 triệu đô la của ông.
Vào thời điểm đó, bin Laden đang có liên hệ với tổ chức Thánh chiến Hồi giáo Ai Cập (EIJ), tổ chức cốt lõi của al-Qaeda. Năm 1995, EIJ đã cố gắng ám sát Tổng thống Ai Cập Hosni Mubarak. Nỗ lực không thành công và Sudan đã trục xuất EIJ.
Bộ Ngoại giao Mỹ cáo buộc Sudan là nhà tài trợ cho chủ nghĩa khủng bố quốc tế và bin Laden điều hành các trại huấn luyện khủng bố trên sa mạc Sudan. Tuy nhiên, theo các quan chức Sudan, lập trường này đã trở nên lỗi thời khi thủ lĩnh chính trị Hồi giáo Hassan al-Turabi mất dần ảnh hưởng ở đất nước của họ. Người Sudan muốn can dự với Mỹ nhưng các quan chức Mỹ từ chối gặp họ ngay cả khi họ đã trục xuất bin Laden. Mãi đến năm 2000, Bộ Ngoại giao mới cho phép các quan chức tình báo Hoa Kỳ đến thăm Sudan.
Do áp lực ngày càng tăng đối với Sudan từ Ả Rập Xê-út, Ai Cập và Hoa Kỳ, bin Laden được phép rời đến đất nước mà ông lựa chọn. Ông chọn quay trở lại Jalalabad, Afghanistan trên một chuyến bay thuê vào ngày 18 tháng 5 năm 1996; ở đó ông đã có một mối quan hệ thân thiết với Mullah Mohammed Omar. Theo Ủy ban 11/9, việc trục xuất khỏi Sudan đã làm suy yếu đáng kể bin Laden và tổ chức của ông. Một số nguồn tin tình báo châu Phi lập luận rằng việc trục xuất bin Laden không còn lựa chọn nào khác ngoài việc trở thành một kẻ cực đoan toàn thời gian, và phần lớn trong số 300 người Ả Rập Afghanistan bỏ đi cùng bin Laden sau đó đã trở thành những kẻ khủng bố. Nhiều nguồn báo cáo rằng bin Laden đã mất từ 20 triệu đô la Mỹ đến 300 triệu đô la Mỹ ở Sudan; chính phủ đã tịch thu thiết bị xây dựng của ông, và bin Laden buộc phải thanh lý các cơ sở kinh doanh, đất đai và thậm chí cả ngựa của mình.

#### Tuyên bố chiến tranh năm 1996 và Fatwa năm 1998
Tháng 8 năm 1996, bin Laden tuyên chiến chống lại Hoa Kỳ. Bất chấp lời đảm bảo của Tổng thống George HW Bush với Vua Fahd vào năm 1990, rằng tất cả các lực lượng Hoa Kỳ đóng tại Ả Rập Xê-út sẽ được rút lui sau khi mối đe dọa Iraq đã được xử lý, đến năm 1996 người Mỹ vẫn còn ở đó. Bush trích dẫn sự cần thiết của việc đối phó với tàn dư của chế độ Saddam (mà Bush đã chọn không tiêu diệt). Quan điểm của Bin Laden là "tệ nạn" ở Trung Đông xuất phát từ nỗ lực của Mỹ nhằm chiếm lấy khu vực này và từ sự ủng hộ của nước này đối với Israel. Ả Rập Xê Út đã bị biến thành thuộc địa của Mỹ ".
Năm 1998, ông đã đưa ra một fatwa chống lại Hoa Kỳ, được xuất bản lần đầu ở Al-Quds Al-Arabi, một tờ báo tại Luân Đôn. Nó có tựa đề là "Tuyên bố chiến tranh chống lại người Mỹ chiếm đất của hai thánh địa". Ả Rập Xê Út đôi khi được gọi là "Vùng đất của hai thánh đường Hồi giáo" liên quan đến Mecca và Medina, hai địa điểm linh thiêng nhất trong đạo Hồi. Đề cập đến việc chiếm đóng ở Fatwā đề cập đến các lực lượng Hoa Kỳ đóng tại Ả Rập Xê Út với mục đích kiểm soát không gian ở Iraq, được gọi là Operation Southern Watch.
Tại Afghanistan, bin Laden và al-Qaeda đã quyên tiền từ các nhà tài trợ từ những ngày Liên Xô còn thánh chiến, và từ ISI ở Pakistan để thành lập thêm các trại huấn luyện cho các chiến binh Mujahideen. Bin Laden đã tiếp quản một cách hiệu quả Hãng hàng không Ariana Afghanistan, hãng vận chuyển các chiến binh Hồi giáo, vũ khí, tiền mặt và thuốc phiện qua Các Tiểu vương quốc Ả Rập Thống nhất và Pakistan, cũng như cung cấp danh tính giả cho các thành viên trong mạng lưới khủng bố của bin Laden. Kẻ buôn lậu vũ khí Viktor Bout đã giúp điều hành hãng hàng không, bảo trì máy bay và chất hàng hóa. Michael Scheuer, người đứng đầu đơn vị bin Laden của CIA, kết luận rằng Ariana đang được sử dụng như một dịch vụ chuyển hàng của lực lượng khủng bố.

### Các cuộc tấn công đầu tiên và việc hỗ trợ cho các cuộc tấn công

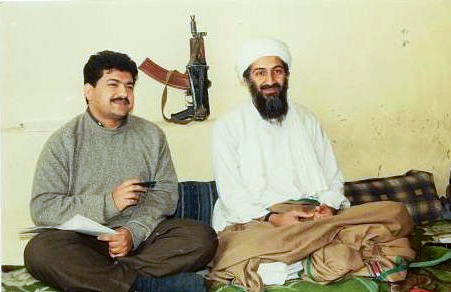
Nhà báo Pakistan Hamid Mir phỏng vấn Osama bin Laden năm 1997. Khẩu AKS-74U trong nền ảnh là biểu tượng cho chiến thắng của quân Mujahideen trước Liên Xô, vì những vũ khí này được thu giữ từ lực lượng Spetsnaz.

Người ta tin rằng vụ đánh bom đầu tiên liên quan đến bin Laden là vụ đánh bom vào khách sạn Gold Mihor ở Aden ngày 29 tháng 12 năm 1992, khiến hai người thiệt mạng.
Sau vụ đánh bom này, al-Qaeda được cho là đã đưa ra lời biện minh cho việc giết người vô tội. Theo một fatwa do Mamdouh Mahmud Salim đưa ra, việc giết ai đó đứng gần kẻ thù là chính đáng bởi vì bất kỳ người ngoài cuộc vô tội nào cũng sẽ tìm được phần thưởng xứng đáng khi chết, họ sẽ đến Jannah (thiên đường) nếu họ là người Hồi giáo tốt và đến Jahannam (địa ngục) nếu họ xấu hoặc không tin. Fatwa này được phổ biến cho các thành viên al-Qaeda chứ không phải công chúng.
Trong những năm 1990, al-Qaeda của bin Laden đã hỗ trợ các chiến binh thánh chiến về tài chính và đôi khi cả về mặt quân sự ở Algeria, Ai Cập và Afghanistan. Vào năm 1992 hoặc 1993, bin Laden đã cử một sứ giả, Qari el-Said, với 40.000 USD đến Algeria để hỗ trợ lực lượng Hồi giáo và thúc giục chiến tranh hơn là đàm phán với chính phủ. Lời khuyên của họ đã được chú ý. Cuộc chiến sau đó đã gây ra cái chết của 150.000–200.000 người Algeria và kết thúc bằng việc người Hồi giáo đầu hàng chính phủ. Vào tháng 1 năm 1996, CIA đã thành lập một đơn vị mới của Trung tâm Chống Khủng bố (CTC) có tên là Trạm Phát hành Bin Laden, mật danh "Trạm Alec", để theo dõi và thực hiện các hoạt động chống lại các hoạt động của Bin Laden. Trạm Vấn đề Bin Laden do Michael Scheuer, một cựu chiến binh của Chi nhánh Chủ nghĩa cực đoan Hồi giáo của CTC, đứng đầu.

### Các cuộc tấn công cuối những năm 1990
Người ta cho rằng bin Laden đã tài trợ cho vụ thảm sát Luxor ngày 17 tháng 11 năm 1997, giết chết 62 thường dân, và gây phẫn nộ cho công chúng Ai Cập. Vào giữa năm 1997, Liên minh phương Bắc đe dọa sẽ tràn đến Jalalabad, khiến bin Laden phải từ bỏ khu Najim Jihad và chuyển các hoạt động của mình đến Nông trại Tarnak ở phía nam.
Một cuộc tấn công thành công khác được thực hiện tại thành phố Mazar-i-Sharif ở Afghanistan. Bin Laden đã giúp củng cố liên minh của mình với Taliban bằng cách cử hàng trăm chiến binh Ả Rập Afghanistan đi cùng để giúp Taliban tiêu diệt từ năm đến sáu nghìn người Hazara tràn qua thành phố.
Vào tháng 2 năm 1998, Osama bin Laden và Ayman al-Zawahiri đã đồng phát hành một fatwa nhân danh Mặt trận Hồi giáo Thế giới chống Jihad chống lại người Do Thái và quân Thập tự chinh, trong đó tuyên bố việc giết người Bắc Mỹ và đồng minh của họ là "nghĩa vụ cá nhân đối với mỗi người Hồi giáo" để giải phóng Nhà thờ Hồi giáo al-Aqsa (ở Jerusalem ) và nhà thờ Hồi giáo thánh (ở Mecca) khỏi sự kìm kẹp của chúng. Tại buổi công bố, Fatwa bin Laden tuyên bố rằng Bắc Mỹ là "mục tiêu rất dễ dàng". Ông nói với các nhà báo tham dự, "Các bạn sẽ thấy kết quả của việc này trong một thời gian rất ngắn."
Bin Laden và al-Zawahiri tổ chức đại hội al-Qaeda vào ngày 24 tháng 6 năm 1998. Các vụ đánh bom đại sứ quán Hoa Kỳ năm 1998 là một loạt các vụ tấn công xảy ra vào ngày 7 tháng 8 năm 1998, trong đó hàng trăm người đã thiệt mạng trong các vụ nổ bom xe tải đồng thời tại các đại sứ quán Hoa Kỳ ở các thành phố lớn ở Đông Phi là Dar es Salaam, Tanzania và Nairobi, Kenya. Các cuộc tấn công có liên quan đến các thành viên địa phương của tổ chức Thánh chiến Hồi giáo Ai Cập, lần đầu tiên đưa Osama bin Laden và Ayman al-Zawahiri trở thành sự chú ý của dư luận Hoa Kỳ. Al-Qaeda sau đó đã lên tiếng nhận trách nhiệm về các vụ đánh bom này.
Để trả đũa cho các vụ đánh bom đại sứ quán, Tổng thống Bill Clinton đã ra lệnh thực hiện một loạt vụ tấn công bằng tên lửa hành trình vào các mục tiêu liên quan đến bin Laden ở Sudan và Afghanistan vào ngày 20 tháng 8 năm 1998. Tháng 12/1998, Giám đốc Trung tâm Chống khủng bố Tình báo Trung ương báo cáo với Tổng thống Clinton rằng al-Qaeda đang chuẩn bị cho các cuộc tấn công ở Hợp chủng quốc Hoa Kỳ, bao gồm cả việc đào tạo nhân viên cướp máy bay. Vào ngày 7 tháng 6 năm 1999, Cục Điều tra Liên bang Hoa Kỳ đã xếp bin Laden vào danh sách Mười người bị truy nã gắt gao nhất.

### Vụ tấn công 11/9
Chúa biết chúng tôi không muốn tấn công các tòa tháp, nhưng sau khi tình hình trở nên không thể chịu đựng nổi - và chúng tôi đã chứng kiến sự bất công và bạo ngược của liên minh Mỹ-Israel chống lại người dân của chúng tôi ở Palestine và Lebanon - tôi đã nghĩ về điều đó. Và những sự kiện ảnh hưởng trực tiếp đến tôi là năm 1982 và những sự kiện sau đó - khi Mỹ cho phép người Israel xâm lược Lebanon, với sự giúp đỡ của Hạm đội 6 Hoa Kỳ. Khi tôi xem những tòa tháp bị phá hủy ở Lebanon, tôi chợt nhận ra mình trừng phạt kẻ bất công theo cùng một cách: phá hủy những tòa tháp ở Mỹ để nó có thể nếm trải một phần những gì chúng ta đang nếm trải, và ngừng giết trẻ em và phụ nữ của chúng ta.- Osama bin Laden, 2004 

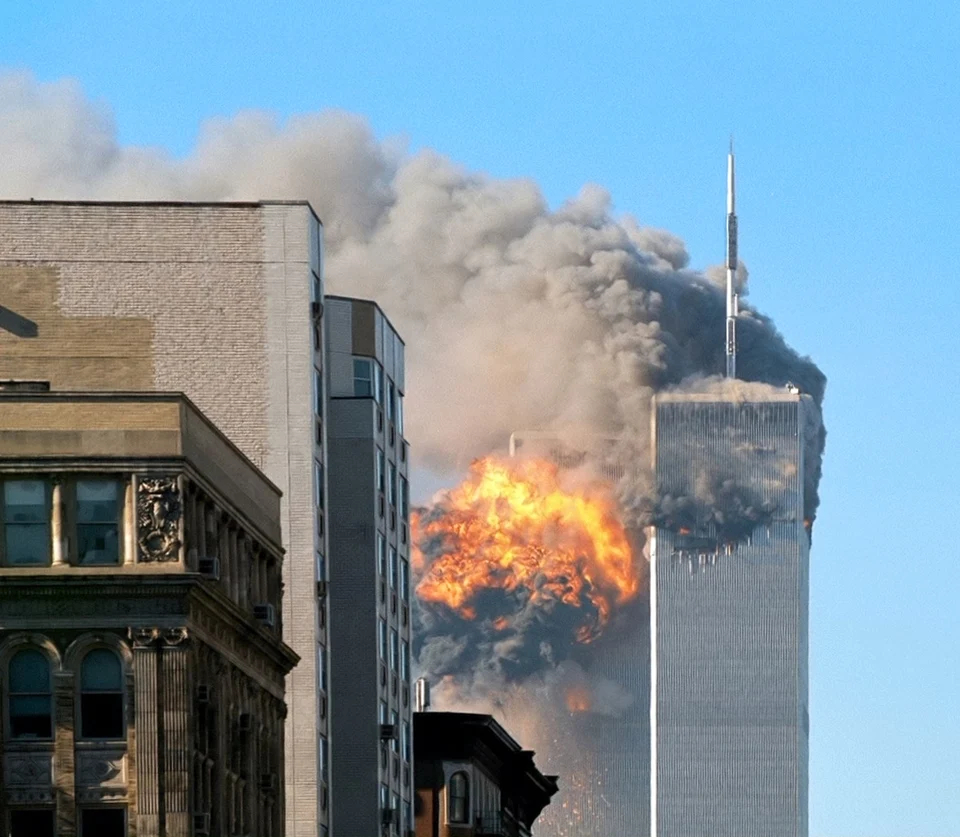
Chuyến bay 175 của United Airlines đâm vào Tháp Nam

Sau các phủ nhận ban đầu, sau khi các cuộc tấn công xảy ra, bin Laden tuyên bố, "những gì Hoa Kỳ đang nếm trải ngày nay không là gì so với những gì chúng ta đã nếm trải trong nhiều thập kỷ. Umma của chúng tôi đã biết sự sỉ nhục và khinh miệt này trong hơn tám mươi năm. Các con trai của nó bị giết, máu của nó đổ ra, các thánh địa của nó bị tấn công, và nó không được cai quản theo lệnh của Allah. Mặc dù vậy, không ai quan tâm ". Để đối phó với các cuộc tấn công, Hoa Kỳ đã phát động Cuộc chiến chống khủng bố nhằm lật đổ chế độ Taliban ở Afghanistan và bắt giữ các thành viên al-Qaeda, đồng thời một số quốc gia đã củng cố luật pháp chống khủng bố để ngăn chặn các cuộc tấn công trong tương lai. Bộ phận Hoạt động Đặc biệt của CIA được giao nhiệm vụ dẫn đầu trong việc truy tìm và tiêu diệt hoặc bắt giữ bin Laden. Cục Điều tra Liên bang đã tuyên bố rằng liên kết giữa al-Qaeda và bin Laden với các vụ tấn công ngày 11 tháng 9 là rõ ràng và không thể bác bỏ. Chính phủ Anh đã đưa ra kết luận tương tự liên quan đến tội ác của al-Qaeda và Osama bin Laden trong vụ tấn công ngày 11 tháng 9, mặc dù báo cáo của chính phủ lưu ý rằng bằng chứng được đưa ra không nhất thiết đủ để khởi tố vụ án.
Bin Laden ban đầu phủ nhận liên quan đến các cuộc tấn công. Ngày 16 tháng 9 năm 2001, bin Laden đọc một tuyên bố sau đó được kênh vệ tinh Al Jazeera của Qatar phát đi phủ nhận trách nhiệm về vụ tấn công. Trong một đoạn băng do lực lượng Mỹ thu hồi vào tháng 11 năm 2001 ở Jalalabad, bin Laden được nhìn thấy đang thảo luận về vụ tấn công với Khaled al-Harbi theo cách thể hiện sự biết trước. Cuốn băng được phát trên nhiều mạng tin tức khác nhau vào ngày 13 tháng 12 năm 2001. Giá trị của bản dịch này đã bị tranh cãi. Tiến sĩ người Ả Rập Abdel El M. Husseini tuyên bố: "Bản dịch này rất có vấn đề. Tại những đoạn quan trọng nhất, nơi văn bản chứng minh tội lỗi của bin Laden, nó không đồng nhất với văn bản gốc tiếng Ả Rập. "

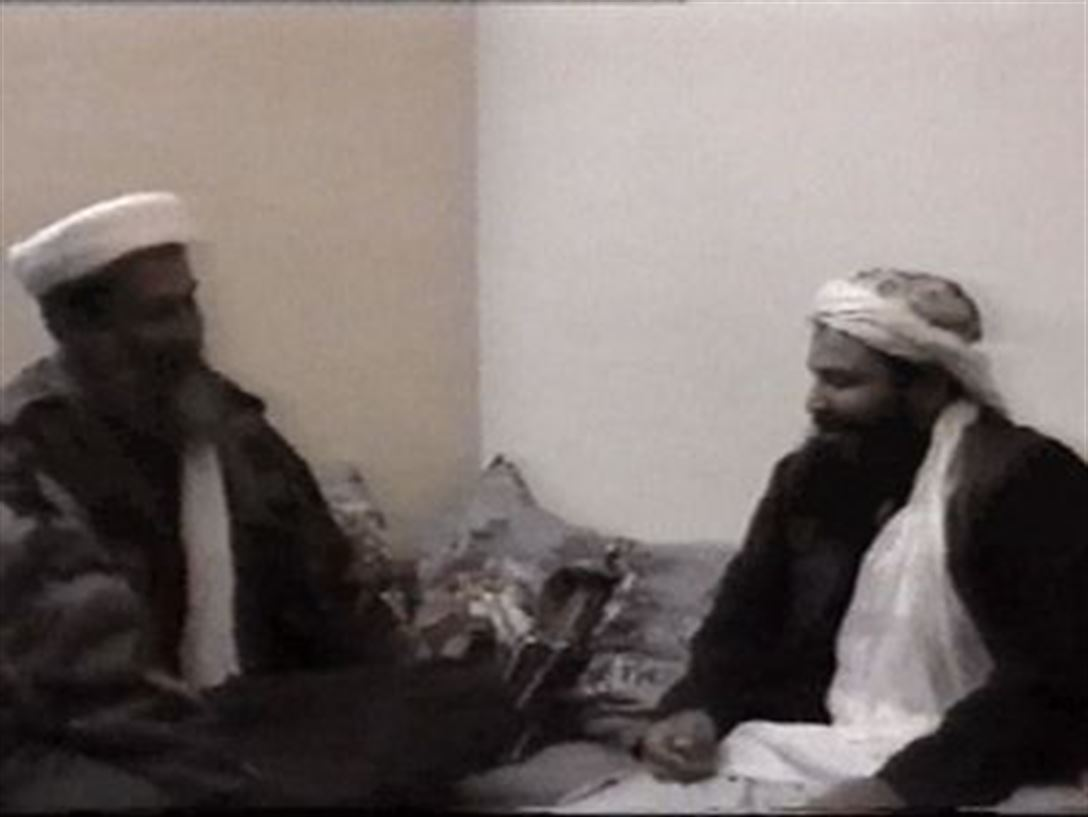
Video năm 2001 về bin Laden

Trong đoạn video năm 2004, bin Laden đã từ bỏ lời phủ nhận của mình mà không rút lại các tuyên bố trong quá khứ. Trong đó, ông nói rằng ông đã đích thân chỉ đạo 19 kẻ không tặc. Trong đoạn băng dài 18 phút, phát trên kênh Al-Jazeera, bốn ngày trước cuộc bầu cử Tổng thống Mỹ, bin Laden cáo buộc Tổng thống Mỹ George W. Bush sơ suất trong vụ cướp máy bay vào ngày 11 tháng 9. Theo các đoạn băng, bin Laden tuyên bố rằng ông được truyền cảm hứng để phá hủy Trung tâm Thương mại Thế giới sau khi chứng kiến việc Israel phá hủy các tòa tháp ở Lebanon trong Chiến tranh Lebanon năm 1982.
Thông qua hai đoạn băng khác được Al Jazeera phát sóng vào năm 2006, Osama bin Laden tuyên bố, "Tôi là người phụ trách 19 anh em.... Tôi chịu trách nhiệm giao cho 19 anh em... nhiệm vụ thực hiện các cuộc đột kích "(23 tháng 5 năm 2006). Trong các đoạn băng, bin Laden gặp gỡ Ramzi bin al-Shibh, cũng như hai trong số những kẻ không tặc vụ 11/9, Hamza al-Ghamdi và Wail al-Shehri, khi những người này chuẩn bị cho các cuộc tấn công 11/9 (đoạn băng phát sóng ngày 7 tháng 9 năm 2006). Các động cơ được xác định của vụ tấn công ngày 11 tháng 9 bao gồm sự hỗ trợ của Israel bởi Hoa Kỳ, sự hiện diện của quân đội Hoa Kỳ tại Vương quốc Ả Rập Xê-út và việc Hoa Kỳ thực thi các lệnh trừng phạt đối với Iraq.

## Cáo buộc hình sự
Ngày 16 tháng 3 năm 1998, Libya ban hành lệnh bắt giữ chính thức đầu tiên của Interpol đối với bin Laden và ba người khác. Họ bị buộc tội giết Silvan Becker, đặc vụ của cơ quan tình báo trong nước của Đức, Văn phòng Liên bang Bảo vệ Hiến pháp, trong Cục Chống khủng bố, và vợ của hắn là Vera tại Libya vào ngày 10 tháng 3 năm 1994. Bin Laden vẫn bị chính phủ Libya truy nã vào thời điểm ông đã chết. Osama bin Laden lần đầu tiên bị đại bồi thẩm đoàn Hoa Kỳ truy tố vào ngày 8 tháng 6 năm 1998 với tội danh âm mưu tấn công các cơ sở quốc phòng của Hoa Kỳ và các công tố viên còn buộc tội rằng bin Laden là người đứng đầu tổ chức khủng bố có tên là al-Qaeda. Và bin Laden là người ủng hộ tài chính lớn cho các chiến binh Hồi giáo trên toàn thế giới. Vào ngày 4 tháng 11 năm 1998, Osama bin Laden bị Đại bồi thẩm đoàn Liên bang tại Tòa án Quận phía Nam của Hoa Kỳ truy tố tội danh Giết công dân Hoa Kỳ bên ngoài Hoa Kỳ, Âm mưu sát hại công dân Hoa Kỳ bên ngoài Hoa Kỳ. Hoa Kỳ và Các cuộc tấn công vào một cơ sở liên bang dẫn đến tử vong vì vai trò bị cáo buộc của ông trong vụ đánh bom đại sứ quán Hoa Kỳ năm 1998 ở Kenya và Tanzania. Bằng chứng chống lại bin Laden bao gồm lời khai tại phòng xử án của các cựu thành viên al-Qaeda và hồ sơ điện thoại vệ tinh, từ chiếc điện thoại do đại lý mua sắm của al-Qaeda Ziyad Khaleel ở Hoa Kỳ mua cho ông. Tuy nhiên, Taliban đã ra phán quyết không dẫn độ Bin Laden với lý do không có đủ bằng chứng được công bố trong bản cáo trạng và các tòa án không theo đạo Hồi không có tư cách để xét xử người Hồi giáo.
Bin Laden trở thành người thứ 456 có tên trong danh sách Mười kẻ đào tẩu bị truy nã gắt gao nhất của FBI, khi hắn được thêm vào ngày 7 tháng 6 năm 1999, sau bản cáo trạng của hắn cùng với những người khác với tội tử hình trong vụ tấn công đại sứ quán năm 1998. Các nỗ lực ám sát và yêu cầu dẫn độ bin Laden từ Taliban của Afghanistan đã thất bại trước khi xảy ra vụ đánh bom Afghanistan vào tháng 10 năm 2001. Năm 1999, Tổng thống Mỹ Bill Clinton thuyết phục Liên Hợp Quốc áp đặt các biện pháp trừng phạt đối với Afghanistan nhằm buộc Taliban dẫn độ bin Laden.
Vào ngày 10 tháng 10 năm 2001, bin Laden cũng xuất hiện trong danh sách ban đầu của 22 tên khủng bố bị truy nã gắt gao nhất của FBI, được công bố trước công chúng bởi Tổng thống Hoa Kỳ George W. Bush, để phản ứng trực tiếp với vụ tấn công ngày 11 tháng 9., nhưng lại dựa trên bản cáo trạng về vụ tấn công đại sứ quán năm 1998. Bin Laden nằm trong nhóm 13 kẻ khủng bố chạy trốn bị truy nã trong danh sách sau này để thẩm vấn về vụ đánh bom đại sứ quán năm 1998. Bin Laden vẫn là kẻ đào tẩu duy nhất từng có tên trong cả hai danh sách đào tẩu của FBI.
Bất chấp nhiều cáo trạng nêu trên và nhiều yêu cầu, Taliban từ chối dẫn độ Osama bin Laden. Tuy nhiên, Taliban đã đề nghị xét xử bin Laden rước một tòa án Hồi giáo nếu có bằng chứng về sự dính líu của Osama bin Laden trong vụ tấn công ngày 11 tháng 9. Mãi đến tám ngày sau khi vụ đánh bom Afghanistan bắt đầu vào tháng 10 năm 2001, Taliban cuối cùng đã đề nghị chuyển Osama bin Laden cho một quốc gia bên thứ ba để xét xử đổi lại Hoa Kỳ chấm dứt vụ đánh bom. Đề nghị này đã bị từ chối bởi Tổng thống Bush nói rằng điều này không còn có thể thương lượng được nữa, và Bush trả lời "không cần phải thảo luận về sự vô tội hay có tội. Chúng tôi biết ông ta có tội. "
Vào ngày 15 tháng 6 năm 2011, các công tố viên liên bang của Hoa Kỳ đã chính thức hủy bỏ mọi cáo buộc hình sự đối với Osama bin Laden sau cái chết của ông vào tháng Năm.

## Truy nã của Hoa Kỳ

Tờ rơi tuyên truyền của Hoa Kỳ được sử dụng ở Afghanistan, với hình ảnh bin Laden và Ayman al-Zawahiri

### Chính quyền Clinton
Bắt Osama bin Laden là mục tiêu của chính phủ Hoa Kỳ kể từ thời tổng thống Bill Clinton. Ngay sau vụ tấn công ngày 11 tháng 9, người ta tiết lộ rằng Tổng thống Clinton đã ký một chỉ thị cho phép CIA (và đặc biệt là Bộ phận Hoạt động Đặc biệt ưu tú của họ) bắt giữ bin Laden và đưa hắn đến Hoa Kỳ để xét xử sau vụ đánh bom đại sứ quán Hoa Kỳ năm 1998 ở Châu Phi; nếu việc bắt sống bin Laden được cho là không thể, thì việc giết bin Laden được cho phép. Vào ngày 20 tháng 8 năm 1998, 66 tên lửa hành trình do tàu Hải quân Hoa Kỳ phóng ở Biển Ả Rập đã tấn công trại huấn luyện của bin Laden gần Khost ở Afghanistan, khiến bin Laden mất tích vài giờ. Năm 1999, CIA, cùng với tình báo quân đội Pakistan, đã chuẩn bị một đội khoảng 60 lính biệt kích Pakistan thâm nhập Afghanistan để bắt hoặc giết bin Laden, nhưng kế hoạch này đã bị hủy bỏ do cuộc đảo chính Pakistan năm 1999 ; năm 2000, các đặc nhiệm nước ngoài làm việc thay mặt cho CIA đã bắn một quả lựu đạn tên lửa vào một đoàn xe mà bin Laden đang đi qua vùng núi Afghanistan, bắn trúng một trong những chiếc xe nhưng không phải chiếc bin Laden ngồi trong.
Năm 2000, trước vụ tấn công ngày 11 tháng 9, Paul Bremer mô tả chính quyền Clinton đã tập trung chính xác vào bin Laden, trong khi Robert Oakley chỉ trích nỗi ám ảnh của chính quyền đối với bin Laden.

### Chính quyền Bush

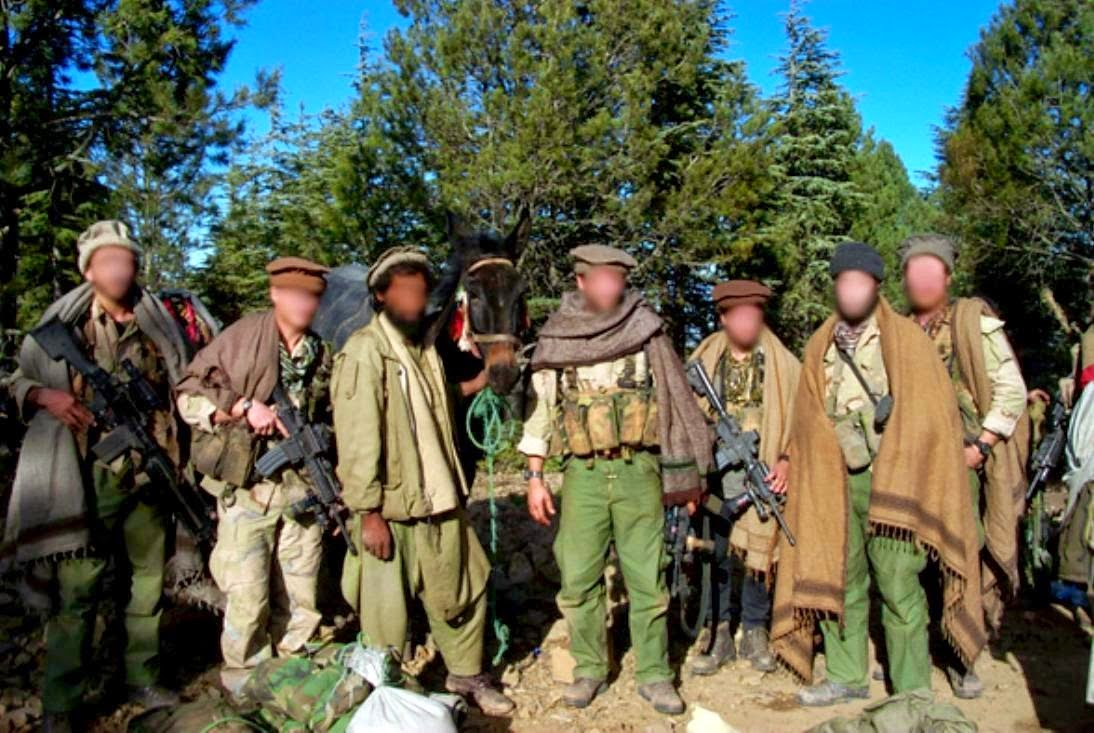
Lực lượng Delta gồm các lính Mỹ cải trang thành thường dân Afghanistan, trong khi họ tìm kiếm bin Laden vào tháng 11 năm 2001

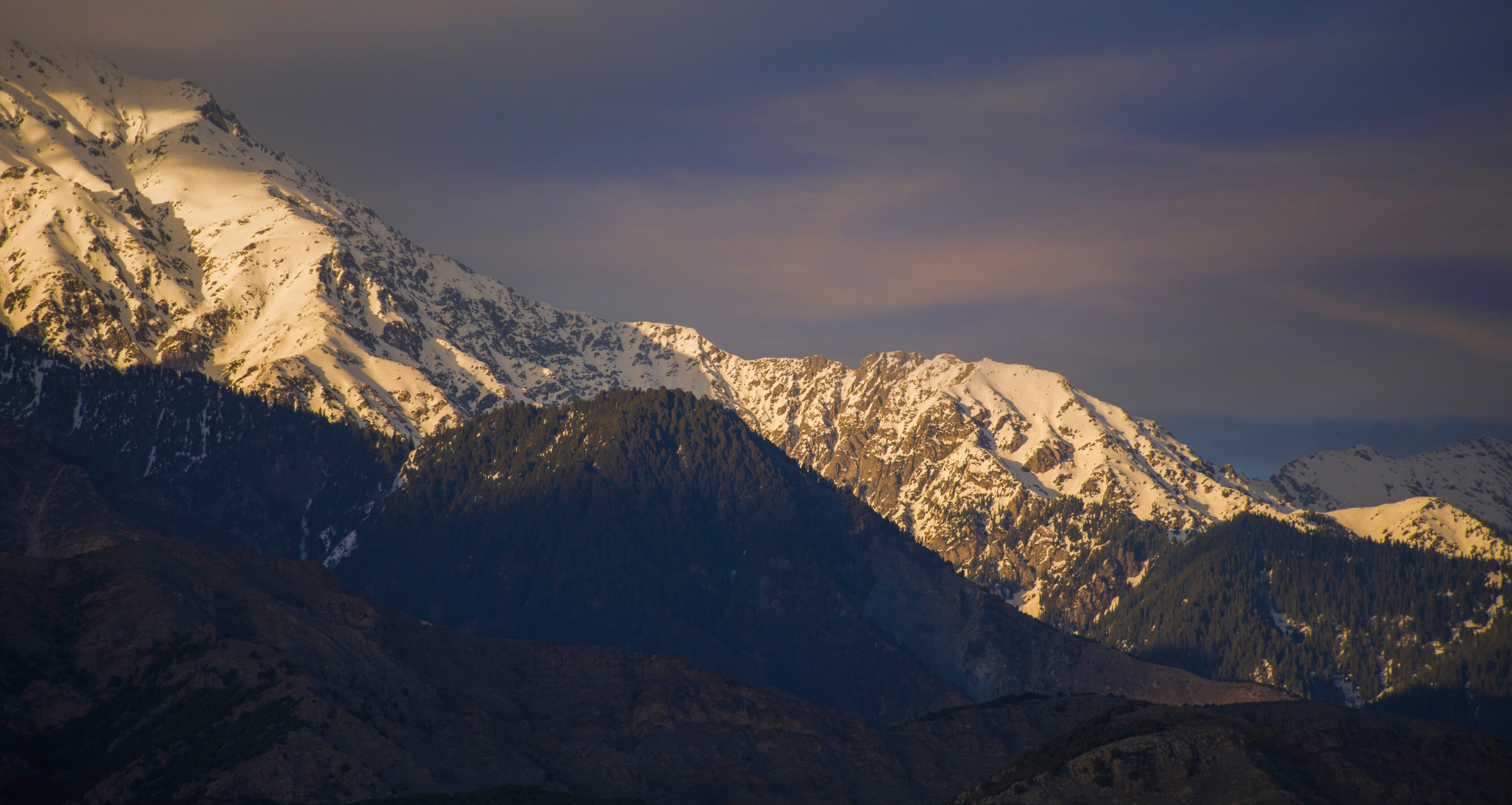
Bin Laden ở White Mountains của Afghanistan trước cuộc tấn công của Mỹ trong trận Tora Bora

Ngay sau vụ tấn công ngày 11 tháng 9, các quan chức chính phủ Mỹ đã nêu đích danh bin Laden và tổ chức al-Qaeda là nghi phạm chính và treo thưởng 25 triệu USD cho thông tin dẫn đến việc bắt giữ hoặc cái chết của bin Laden. Vào ngày 13 tháng 7 năm 2007, Thượng viện đã bỏ phiếu để tăng gấp đôi phần thưởng lên 50 triệu USD, mặc dù số tiền trên thực tế không bao giờ thay đổi. Hiệp hội Phi công Hàng không và Hiệp hội Vận tải Hàng không đề nghị thêm vào phần thưởng 2 triệu USD.
Bin Laden được cho là đang ẩn náu trong dãy núi Trắng (Spin Ghar) ở phía đông Afghanistan, gần biên giới Pakistan. Theo The Washington Post, chính phủ Hoa Kỳ kết luận rằng Osama bin Laden đã có mặt trong Trận chiến Tora Bora, Afghanistan vào cuối năm 2001, và theo các quan chức dân sự và quân sự quan sát thấy trực tiếp, Hoa Kỳ đã không có đủ lính bộ binh để săn lùng bin Laden và dẫn đến việc bin Laden trốn thoát. Đây là thất bại nặng nề nhất của Hoa Kỳ trong cuộc chiến chống lại al-Qaeda. Các quan chức tình báo đã thu thập những gì họ cho là bằng chứng quyết định, từ các cuộc thẩm vấn đương thời và sau đó và các liên lạc bị chặn, rằng bin Laden đã bắt đầu Trận chiến Tora Bora bên trong khu hang động dọc biên giới miền núi phía đông Afghanistan.
Tờ Washington Post cũng đưa tin rằng đơn vị CIA gồm các lực lượng bán quân sự hoạt động đặc biệt chuyên truy bắt bin Laden đã bị đóng cửa vào cuối năm 2005.
Lực lượng Hoa Kỳ và Afghanistan đã đột kích vào các hang động trên núi ở Tora Bora từ ngày 14 đến 16 tháng 8 năm 2007. Quân đội đã được kéo đến khu vực này sau khi nhận được thông tin tình báo về một cuộc họp trước tháng Ramadan do các thành viên al-Qaeda tổ chức. Sau khi giết hàng chục thành viên al-Qaeda và Taliban, họ không tìm thấy Osama bin Laden hay Ayman al-Zawahiri.

### Chính quyền Obama

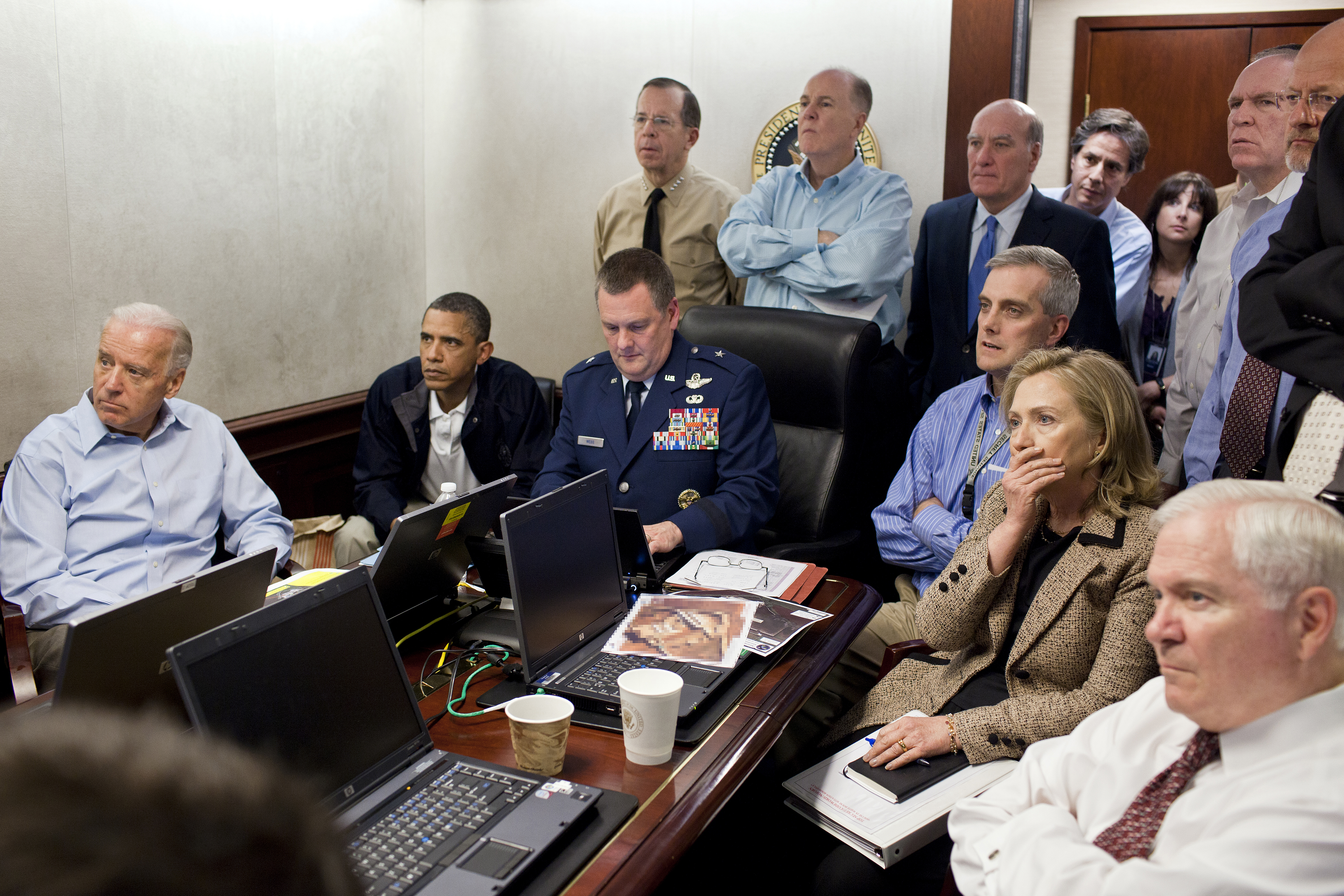
Phòng Tình huống của Nhà Trắng, trong đó các thành viên của chính quyền Obama theo dõi chiến dịch tiêu diệt bin Laden

Ngày 7 tháng 10 năm 2008, trong cuộc tranh luận tổng thống lần thứ hai, về chính sách đối ngoại, ứng cử viên tổng thống khi đó là Barack Obama đã cam kết "Chúng tôi sẽ tiêu diệt bin Laden. Chúng tôi sẽ nghiền nát al-Qaeda. Đó phải là ưu tiên an ninh quốc gia lớn nhất của chúng tôi. " Sau khi đắc cử, Tổng thống đắc cử Obama đã bày tỏ kế hoạch gia hạn cam kết của Mỹ trong việc tìm kiếm thủ lĩnh của al-Qaeda Osama bin Laden, theo các cố vấn an ninh quốc gia của Obama trong nỗ lực đẩy mạnh truy lùng trùm khủng bố này. Tổng thống Obama bác bỏ chính sách của chính quyền Bush đối với bin Laden, vốn tập hợp tất cả các mối đe dọa khủng bố từ al-Qaeda đến Hamas cho đến Hezbollah, thay thế nó bằng một sự tập trung bí mật, giống như tia laser vào al-Qaeda và tổ chức của nó.
Bộ trưởng Quốc phòng Hoa Kỳ Robert Gates cho biết vào tháng 12 năm 2009 rằng các quan chức không có thông tin đáng tin cậy về nơi ở của bin Laden trong nhiều năm. Một tuần sau, Tướng Stanley McChrystal, chỉ huy hàng đầu của Mỹ tại Afghanistan vào tháng 12/2009 nói rằng al-Qaeda sẽ không bị đánh bại trừ khi thủ lĩnh của nó, Osama bin Laden, bị bắt hoặc bị giết. Làm chứng trước Quốc hội Mỹ, ông nói rằng bin Laden đã trở thành một nhân vật mang tính biểu tượng, và sự sống còn của bin Laden đã đưa al-Qaeda trở thành một tổ chức nhượng quyền trên toàn thế giới, và việc Obama triển khai thêm 30.000 quân đến Afghanistan đồng nghĩa với việc thành công sẽ có thể xảy ra. "Tôi không nghĩ rằng cuối cùng chúng ta có thể đánh bại al-Qaeda cho đến khi hắn bị bắt hoặc bị giết", McChrystal nói về bin Laden. Theo ông, giết hoặc bắt bin Laden sẽ không đánh dấu sự kết thúc của al-Qaeda, nhưng phong trào này không thể bị tiêu diệt trong khi bin Laden vẫn còn sống.
Vào tháng 4 năm 2011, Tổng thống Obama đã ra lệnh cho một chiến dịch bí mật để tiêu diệt hoặc bắt giữ bin Laden. Vào ngày 2 tháng 5 năm 2011, Nhà Trắng thông báo rằng SEAL Team Six đã thực hiện thành công chiến dịch giết chết bin Laden trong khu nhà Abbottabad ở Pakistan.

## Các hoạt động và nơi ở sau vụ tấn công ngày 11 tháng 9
Trong khi đề cập đến Osama bin Laden trong một đoạn phim của CNN vào ngày 17 tháng 9 năm 2001, Tổng thống George W. Bush khi đó đã nói: "Tôi muốn công lý. Theo tôi nhớ lại, có một tấm áp phích cũ miền Viễn Tây ghi rằng, 'Truy nã: Sống hay chết' ". Sau đó, bin Laden rút lui khỏi tiếp xúc công chúng để tránh bị bắt. Nhiều báo chí đưa tin đồn đoán về nơi ở hoặc thậm chí cái chết của ông; một số cho bin Laden ở các địa điểm khác nhau trong các khoảng thời gian chồng chéo. Không có gì đã được chứng minh một cách chắc chắn. Sau khi các cuộc tấn công quân sự ở Afghanistan không khám phá được tung tích của bin Laden, Pakistan thường xuyên được xác định là nơi ẩn náu tình nghi. Một số báo cáo mâu thuẫn về nơi ở của bin Laden và những tuyên bố nhầm lẫn về cái chết của ông như sau:
- Vào ngày 11 tháng 12 năm 2005, một lá thư của Atiyah Abd al-Rahman gửi cho Abu Musab al-Zarqawi chỉ ra rằng bin Laden và lãnh đạo al-Qaeda đang đóng tại vùng Waziristan của Pakistan vào thời điểm đó. Trong bức thư, do Trung tâm Chống Khủng bố của quân đội Hoa Kỳ tại West Point dịch, Atiyah chỉ thị Zarqawi cử sứ giả đến Waziristan để họ gặp gỡ các anh em của ban lãnh đạo. Al-Rahman cũng chỉ ra rằng bin Laden và al-Qaeda rất yếu và có nhiều vấn đề riêng. Bức thư đã được các quan chức quân đội và chống khủng bố cho là xác thực, theo The Washington Post.[181][182]
- Al-Qaeda tiếp tục phát hành các video nhạy cảm về thời gian và được xác minh chuyên nghiệp chứng minh sự sống sót tiếp tục của bin Laden, kể cả vào tháng 8 năm 2007.[183] Bin Laden nhận trách nhiệm duy nhất về các vụ tấn công ngày 11 tháng 9 và đặc biệt phủ nhận bất kỳ thông tin nào về chúng trước đó của Taliban hoặc người dân Afghanistan.[184]
- Năm 2009, một nhóm nghiên cứu do Thomas W. Gillespie và John A. Agnew thuộc UCLA đứng đầu đã sử dụng phân tích địa lý có sự hỗ trợ của vệ tinh để xác định chính xác ba hợp chất ở Parachinar có khả năng là nơi ẩn náu của bin Laden.[185]
- Vào tháng 3 năm 2009, New York Daily News đưa tin rằng cuộc săn lùng bin Laden tập trung ở Quận Chitral của Pakistan, bao gồm cả Thung lũng Kalam. Tác giả Rohan Gunaratna tuyên bố rằng các thủ lĩnh al-Qaeda bị bắt đã xác nhận rằng bin Laden đang ẩn náu ở Chitral.[186]
- Vào tuần đầu tiên của tháng 12 năm 2009, một tù nhân Taliban ở Pakistan cho biết anh có thông tin rằng bin Laden đã ở Afghanistan vào năm 2009. Người bị bắt kể lại rằng vào tháng 1 hoặc tháng 2 (2009), anh đã gặp một người liên lạc đáng tin cậy, người đã nhìn thấy bin Laden ở Afghanistan trước đó khoảng 15 đến 20 ngày. Tuy nhiên, vào ngày 6 tháng 12 năm 2009, Bộ trưởng Quốc phòng Hoa Kỳ Robert Gates tuyên bố rằng Hoa Kỳ không có thông tin đáng tin cậy về nơi ở của bin Laden trong nhiều năm.[187] Thủ tướng Pakistan Gillani bác bỏ tuyên bố rằng Osama bin Laden đang lẩn trốn ở Pakistan.[188]
- Vào ngày 9 tháng 12 năm 2009, BBC News đưa tin rằng Tướng quân đội Hoa Kỳ Stanley A. McChrystal ( Chỉ huy lực lượng Hoa Kỳ và ISAF tại Afghanistan từ ngày 15 tháng 6 năm 2009 đến ngày 23 tháng 6 năm 2010) nhấn mạnh tầm quan trọng liên tục của việc bắt hoặc tiêu diệt bin Laden, do đó chỉ ra rằng bộ chỉ huy cấp cao của Hoa Kỳ tin rằng bin Laden vẫn còn sống.[189]
- Ngày 2 tháng 2 năm 2010, Tổng thống Afghanistan Hamid Karzai đến thăm chính thức Ả Rập Xê Út. Chương trình nghị sự bao gồm thảo luận về vai trò có thể có của Ả Rập Xê Út trong kế hoạch của Karzai nhằm tái hòa nhập các tay súng Taliban. Trong chuyến thăm, một quan chức giấu tên của Bộ Ngoại giao Ả Rập Xê Út tuyên bố rằng vương quốc không có ý định can dự vào việc xây dựng hòa bình ở Afghanistan trừ khi Taliban cắt đứt quan hệ với các phần tử cực đoan và trục xuất Osama bin Laden.[190]
- Vào ngày 7 tháng 6 năm 2010, tờ Al-Seyassah của Kuwait đưa tin bin Laden đang lẩn trốn tại thị trấn miền núi Sabzevar, phía đông bắc Iran.[191] Vào ngày 9 tháng 6, ấn bản trực tuyến của The Australian News đã lặp lại tuyên bố này.[192] Báo cáo này hóa ra là sai.
- Vào ngày 18 tháng 10 năm 2010, một quan chức NATO giấu tên cho rằng bin Laden vẫn còn sống, khỏe mạnh và sống thoải mái ở Pakistan, được bảo vệ bởi các yếu tố của cơ quan tình báo nước này. Một quan chức cấp cao của Pakistan đã phủ nhận các cáo buộc và nói rằng các cáo buộc được đưa ra nhằm gây áp lực lên chính phủ Pakistan trước các cuộc đàm phán nhằm tăng cường quan hệ giữa Pakistan và Hoa Kỳ.[193]

Vào ngày 29 tháng 3 năm 2012, tờ Dawn Pakistan đã có được một báo cáo do các quan chức an ninh Pakistan thực hiện, dựa trên việc thẩm vấn ba người vợ còn sống của bin Laden, kể chi tiết về những di chuyển của bin Laden khi sống dưới lòng đất ở Pakistan.
Trong một lá thư năm 2010, bin Laden trừng phạt những người theo học thuyết Hồi giáo đã diễn giải lại al-tatarrus - một học thuyết Hồi giáo có nghĩa là bào chữa cho việc giết người không chủ ý trong những trường hợp bất thường - để biện minh cho các vụ thảm sát thường xuyên đối với thường dân Hồi giáo, điều đã khiến người Hồi giáo chống lại phong trào cực đoan. Trong số các nhóm liên kết với al-Qaeda, Bin Laden đã lên án Tehrik-i-Taliban Pakistan vì một cuộc tấn công nhằm vào các thành viên của một bộ tộc thù địch, tuyên bố rằng hoạt động này là không hợp lý vì đã có thương vong của những người không phải ném bom. Bin Laden viết rằng học thuyết tatarrus cần được xem xét lại dựa trên bối cảnh thời hiện đại và các ranh giới rõ ràng đã được thiết lập. Bin Laden yêu cầu cấp dưới soạn ra một quy tắc ứng xử của các chiến binh thánh chiến nhằm hạn chế các hoạt động quân sự để tránh thương vong cho dân thường. Tại Yemen, Bin Laden kêu gọi các đồng minh của mình tìm kiếm một thỏa thuận ngừng bắn để mang lại sự ổn định cho đất nước hoặc ít nhất sẽ cho người dân thấy rằng chúng tôi đang cẩn thận trong việc giữ an toàn cho người Hồi giáo trên cơ sở hòa bình. Tại Somalia, ông kêu gọi sự chú ý đến tình trạng nghèo đói cùng cực do chiến tranh liên miên, và ông khuyên al-Shabab theo đuổi phát triển kinh tế. Ông hướng dẫn các tín đồ của mình trên khắp thế giới tập trung vào giáo dục và thuyết phục hơn là tham gia vào các cuộc đối đầu với các đảng chính trị Hồi giáo.

### Nơi ở ngay trước khi chết
Vào tháng 4 năm 2011, nhiều cơ quan tình báo của Mỹ đã xác định được vị trí nghi ngờ của Bin Laden gần Abbottabad, Pakistan. Trước đây người ta tin rằng bin Laden đang ẩn náu gần biên giới giữa Afghanistan và các Khu vực Bộ lạc do Liên bang quản lý của Pakistan, nhưng bin Laden đã bị phát hiện cách đó 100 mi (160 km) trong một biệt thự ba tầng không cửa sổ ở Abbottabad tại34°10′9,51″B 73°14′32,78″Đ / 34,16667°B 73,23333°Đ. Dinh thự của Bin Laden cách Học viện Quân sự Pakistan 0,8 mi (1,3 km) về phía tây nam. Bản đồ Google Earth cho thấy khu nhà này không tồn tại vào năm 2001, nhưng nó đã hiện diện trong các hình ảnh được chụp vào năm 2005.

## Cái chết

Trang web của Cục Điều tra Liên bang liệt bin Laden đã chết trong Danh sách bị truy nã gắt gao nhất vào ngày 3 tháng 5 năm 2011

Osama bin Laden đã bị lực lượng biệt kích đặc biệt của Hoa Kỳ giết chết ở Abbottabad, Pakistan, vào ngày 2 tháng 5 năm 2011, sau 1:00 sáng giờ địa phương (04:00 múi giờ Đông Hoa Kỳ).
Chiến dịch, có tên mã là Operation Neptune Spear, được lệnh của Tổng thống Hoa Kỳ Barack Obama và được thực hiện trong một hoạt động của Cơ quan Tình báo Trung ương Hoa Kỳ (CIA) bởi một đội SEAL của Hải quân Hoa Kỳ thuộc Nhóm Phát triển Chiến tranh Đặc biệt của Hải quân Hoa Kỳ (cũng được gọi là DEVGRU hoặc tên không chính thức trước đây là SEAL Team Six) của Bộ chỉ huy các hoạt động đặc biệt chung, với sự hỗ trợ từ các đặc nhiệm CIA trên mặt đất. Cuộc đột kích vào khu nhà của bin Laden ở Abbottabad được phát động từ Afghanistan. Sau cuộc đột kích, các báo cáo vào thời điểm đó nói rằng các lực lượng Mỹ đã đưa thi thể bin Laden đến Afghanistan để xác định danh tính, sau đó chôn cất trên biển, theo quy định của luật Hồi giáo, trong vòng 24 giờ sau khi ông qua đời. Các báo cáo tiếp theo đã đặt câu hỏi về việc chôn xác này, ví dụ, không có bằng chứng cho thấy đã có một imam Hồi giáo trên tàu USS Carl Vinson, nơi được cho là đã diễn ra việc chôn cất bin Laden.
Các nhà chức trách Pakistan sau đó đã phá dỡ khu nhà vào tháng 2 năm 2012 để ngăn nó trở thành một ngôi đền theo chủ nghĩa tân Hồi giáo. Vào tháng 2 năm 2013, Pakistan công bố kế hoạch xây dựng một công viên giải trí trị giá 265 triệu PKR (30 triệu USD) trong khu vực này, bao gồm cả căn nhà nơi ẩn náu trước đây.
Trong một cuộc phỏng vấn vào năm 2019, Thủ tướng Pakistan Imran Khan tuyên bố rằng tình báo Pakistan đã dẫn dắt CIA đến nơi trú ẩn của Osama bin Laden.

## Vợ con
Osama bin Laden có năm vợ, trong đó có hai người đã chia tay,
1. Najwa Ghanem: sinh năm 1961, là em họ (con của cậu) và là vợ đầu tiên (cưới năm 1974), có với Osama bin Laden 11 con
  1. Abdallah Osama bin Laden (Abdallah bin Osama bin Muhammad bin 'Awad bin Laden): sinh năm 1976
  2. Abdul Rahman bin Laden: sinh 1978
  3. Saad bin Laden (Sa'd bin Osama bin Muhammad bin 'Awad bin Laden) sinh 1979
  4. Omar Osama bin Laden (Omar bin Osama bin Muhammad bin 'Awad bin Laden): sinh năm 1981, là người đứng ra nhận làm đại sứ vì hòa bình[227] và là người có bà vợ thứ hai Jane Felix-Browne (Zaina Mohamed Al-Sabah) lớn hơn 24 tuổi, đã từng có 5 đời chồng[228]
  5. Muhammad bin Laden: sinh năm 1983, lấy con của Mohammed Atef, một thủ lĩnh al-Qaida năm 2001
2. Umm Hamza, giáo sư tâm lý trẻ em, được cho là vợ ưa thích nhất của bin Laden. Bà cũng là bà vợ già nhất và hơn bin Laden tới 7 tuổi. Mặc dù có cơ thể mảnh dẻ và yếu ớt cũng như sắc đẹp khiêm tốn, bà xuất thân từ một gia đình "cao quý và giàu có", tỏa ra "những phẩm chất tốt của hoàng gia" và rất trung thành với lý tưởng tử vì đạo (jihad).[229]
3. Umm Khaled, giáo viên ngữ pháp tiếng Arab (cả hai phụ nữ này đều tiếp tục làm việc tại trường đại học và thường xuyên tới Ả Rập hàng ngày để làm việc trong thời gian họ ở Sudan.[230]
4. Umm Ali bin Laden, đã từng xin ly dị khi ở Sudan. Theo Abu Jandal, cận vệ trưởng cũ của bin Laden, bà vợ Umm Ali đã từng xin bin Laden ly dị vì theo lời bà là "bà không thể sống một cuộc sống quá cứng nhắc và khổ cực"[231]
  1. Ali,
  2. Hamza bin Laden (Hamza bin Osama bin Muhammad bin 'Awad bin Laden): sinh năm 1991, được cho là người có tham gia vào vụ ám sát bà Benazir Bhutto, cựu thủ tướng Pakistan.[232]
5. Amal Ahmed Abdul Fatah , người vợ trẻ nhất của bin Laden , kém bin Laden hơn 30 tuổi. Một nguồn tin cho biết năm 15 tuổi cô bị gia đình bán cho Bin Laden, lúc đó hơn cô đến 30 tuổi, với giá 5.000 USD.[233] Đám cưới được tổ chức vào những năm 2000.
  1. Safiya,
6. Người vợ không rõ tên , tổ chức đám cưới với bin Laden năm 1984 , hủy hôn sau đó không lâu.